# Glee: The Music, Season 4, Volume 1
Glee: The Music, Season 4, Volume 1 es la decimotercera banda sonora por el elenco de la serie de televisión estadounidense Glee. Cuenta con 13 canciones de la cuarta temporada. Fue lanzado el 27 de noviembre de 2012 por Columbia Records. Existe una versión estándar y una de lujo con artistas varios artistas invitados.

## Lista de canciones

### Edición estándar
| N.º | Título                    | Artista original                     | Duración |  |
| 1.  | «It's Time»               | Imagine Dragons                      | 3:46     |  |
| 2.  | «New York State of Mind»  | Billy Joel                           | 3:43     |  |
| 3.  | «Give Your Heart a Break» | Demi Lovato                          | 3:31     |  |
| 4.  | «Mine»                    | Taylor Swift                         | 4:12     |  |
| 5.  | «The Scientist»           | Coldplay                             | 4:14     |  |
| 6.  | «Everybody Talks»         | Neon Trees                           | 2:59     |  |
| 7.  | «Dark Side»               | Kelly Clarkson                       | 3:26     |  |
| 8.  | «Holding Out for a Hero»  | Bonnie Tyler                         | 4:11     |  |
| 9.  | «Heroes»                  | David Bowie                          | 3:44     |  |
| 10. | «Some Nights»             | Fun.                                 | 4:23     |  |
| 11. | «Homeward Bound / Home»   | Simon & Garfunkel / Phillip Phillips | 4:12     |  |
| 12. | «Live While We're Young»  | One Direction                        | 3:18     |  |
| 13. | «Gangnam Style»           | Psy                                  | 3:39     |  |

### Edición de lujo
| N.º | Título                                  | Artista Original                     | Duración |  |
| 1.  | «It's Time»                             | Imagine Dragons                      | 3:46     |  |
| 2.  | «Americano / Dance Again» (bonus track) | Lady Gaga / Jennifer Lopez           | 3:33     |  |
| 3.  | «New York State of Mind»                | Billy Joel                           | 3:43     |  |
| 4.  | «Give Your Heart a Break»               | Demi Lovato                          | 3:31     |  |
| 5.  | «Mine»                                  | Taylor Swift                         | 4:12     |  |
| 6.  | «The Scientist»                         | Coldplay                             | 4:14     |  |
| 7.  | «Everybody Talks»                       | Neon Trees                           | 2:59     |  |
| 8.  | «Dark Side»                             | Kelly Clarkson                       | 3:26     |  |
| 9.  | «Holding Out for a Hero»                | Bonnie Tyler                         | 4:11     |  |
| 10. | «Heroes»                                | David Bowie                          | 3:44     |  |
| 11. | «Some Nights»                           | Fun.                                 | 4:23     |  |
| 12. | «Homeward Bound / Home»                 | Simon & Garfunkel / Phillip Phillips | 4:12     |  |
| 13. | «Let's Have a Kiki» (bonus track)       | Scissor Sisters                      | 2:57     |  |
| 14. | «Live While We're Young»                | One Direction                        | 3:18     |  |
| 15. | «Gangnam Style»                         | Psy                                  | 3:39     |  |
| 16. | «Somethin' Stupid» (bonus track)        | Frank Sinatra and Nancy Sinatra      | 2:45     |  |